# 道央自動車道

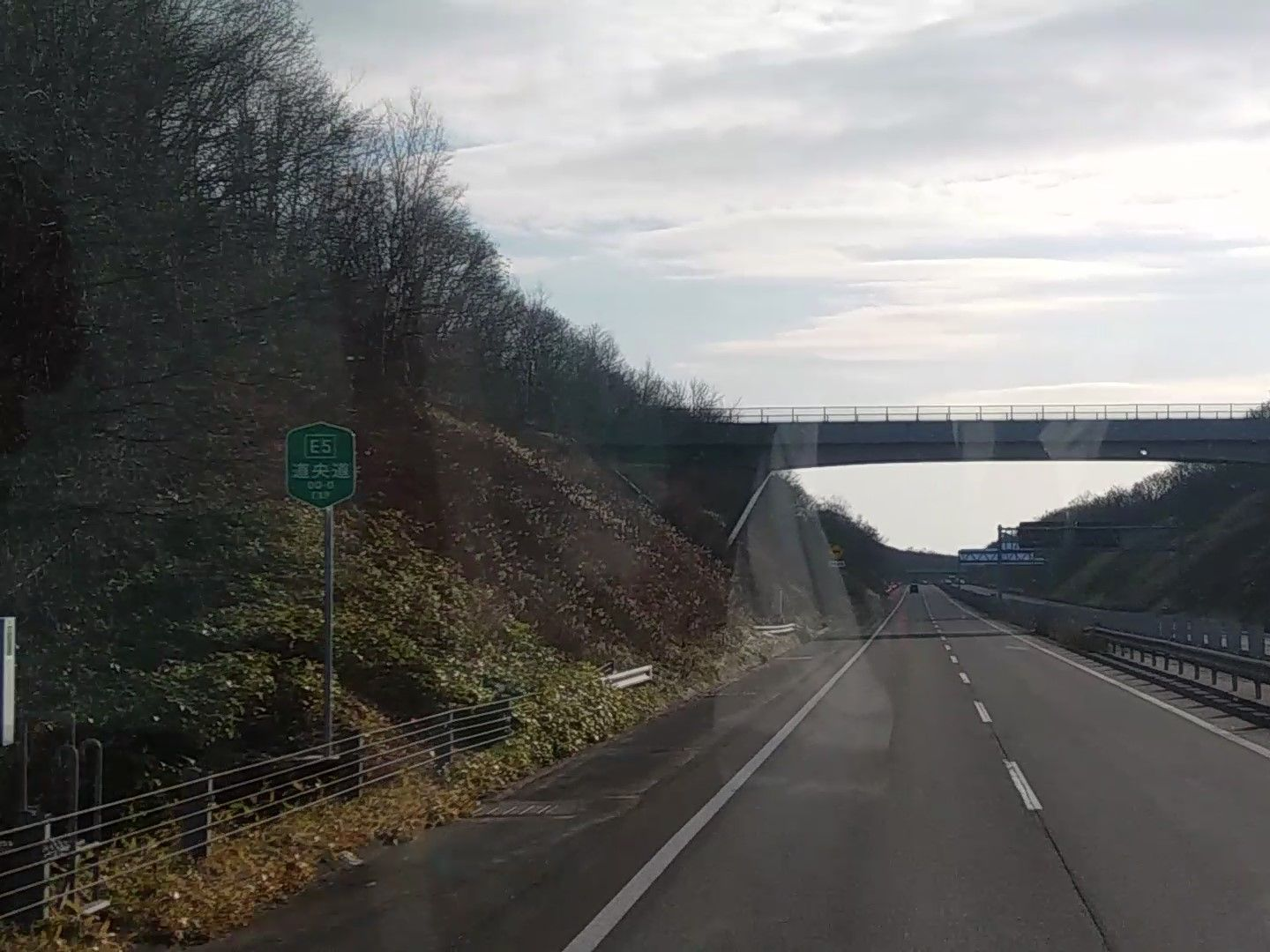
道央自動車道・高速公路名及高速公路編號標誌（設置於從札幌側往苫小牧東IC的合流部，攝於2018年12月）英文表記為“DO-O EXP”

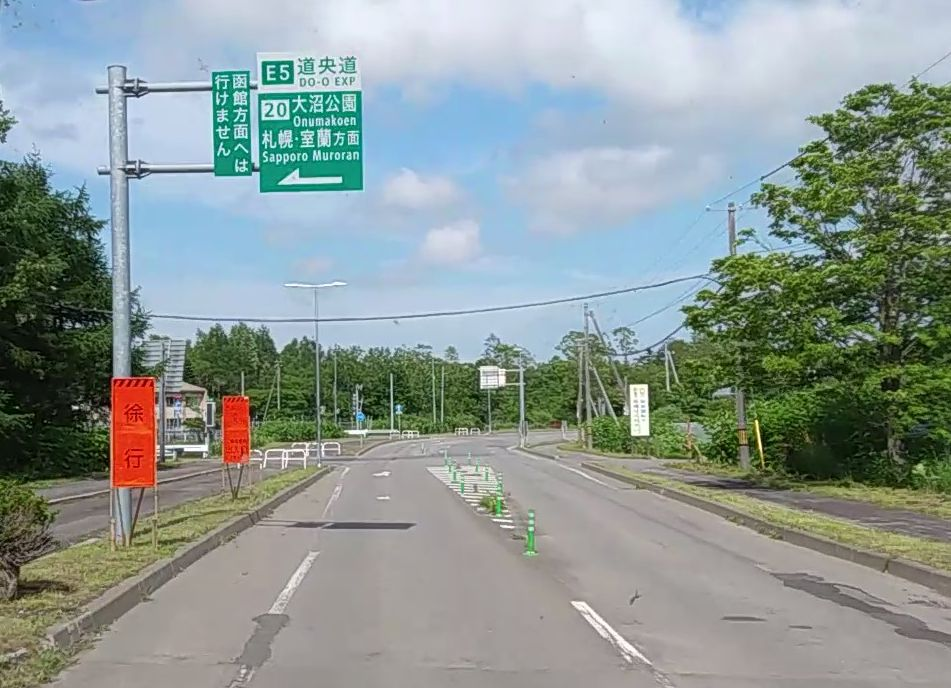
道央自動車道上英文表記為“DO-O EXP”的道路標誌板，設置於大沼公園IC

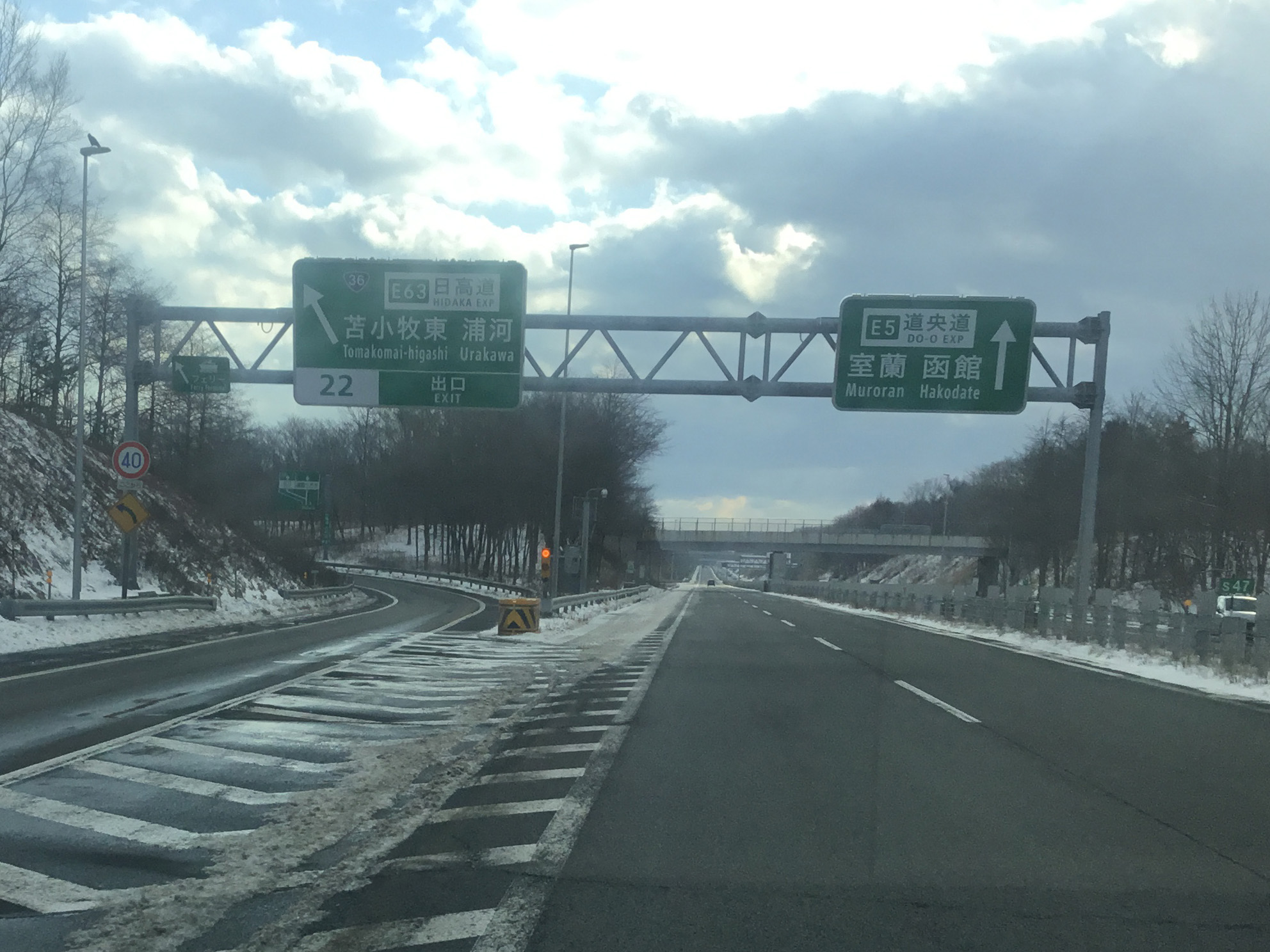
附高速公路編號的道路標誌板（苫小牧東IC出口，室蘭方向，2019年1月）

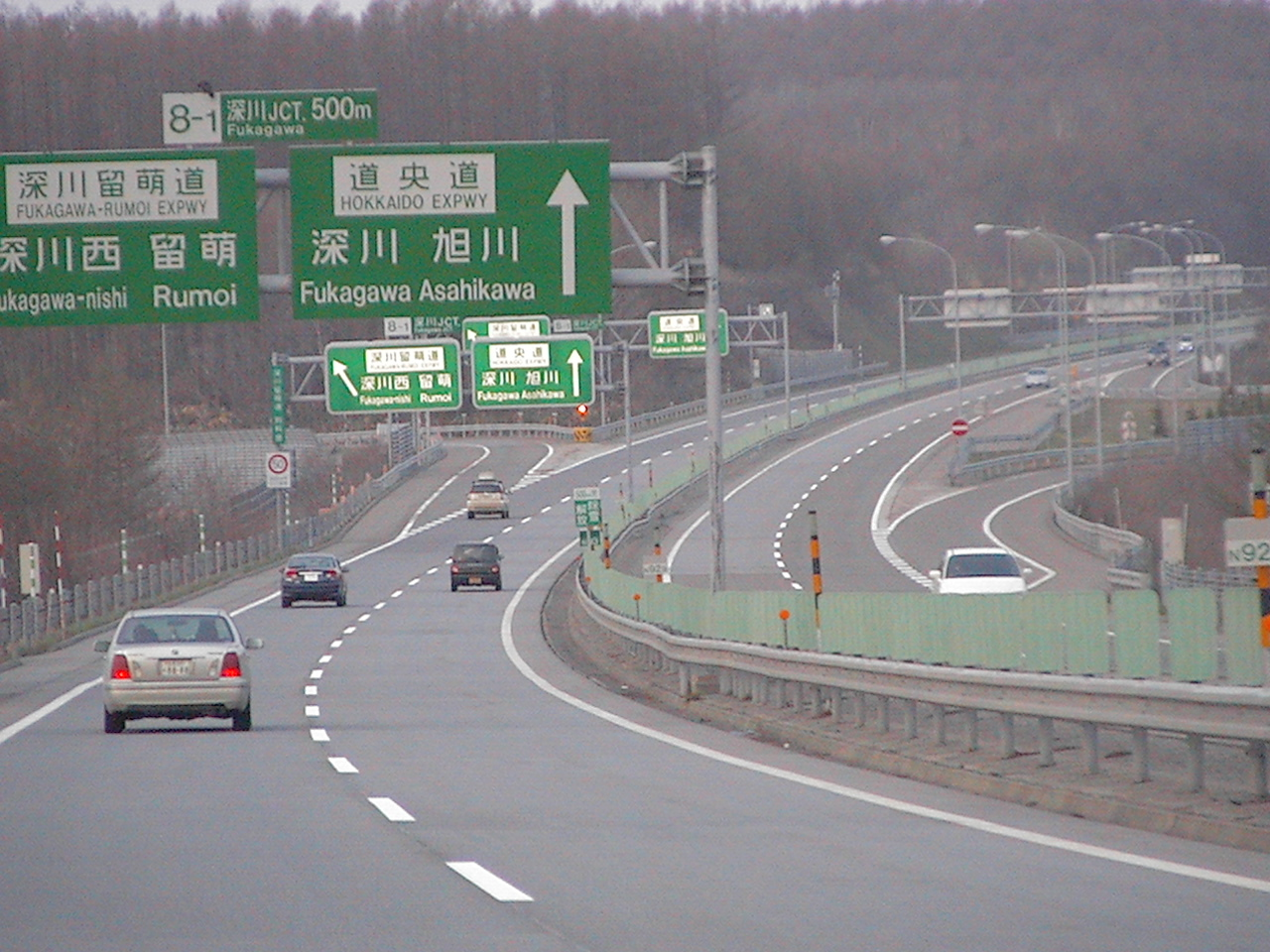
道央道深川系統交流道下行線（旭川方向）（2008年4月）

道央自動車道（日语：／ Dōō jidōshadō */?）是日本北海道茅部郡森町大沼公園交流道經札幌市至士別市士別劍淵交流道的高速公路（高速自動車國道），簡稱道央道（日语：／ Dōōdō */?）。屬於國土開發幹線自動車道以及高速自動車國道下北海道縱貫自動車道的一部分，是北海道內高速公路網中最重要的幹線。
高速公路編號編為「E5」。

## 概要
道央自動車道是國土開發幹線自動車道以及高速自動車國道下北海道縱貫自動車道的一部分，政令之正式路線名為北海道縱貫自動車道 函館名寄線（ほっかいどうじゅうかんじどうしゃどう はこだてなよろせん）。千歲惠庭系統交流道 - 札幌系統交流道間是北海道橫斷自動車道的根室線（政令之正式路線名為黑松內釧路線）及網走線（政令之正式路線名為黑松內北見線）共線區間。
英文名稱為HOKKAIDO EXPWY，是日本高速自動車國道中唯一日文名與英文名不同的道路。但是，新設置且附有路線編號的道路標誌板上，改以DO-O EXP作為其英文表記。

## 交流道
- 全線位於北海道內。
- 交流道（IC）編號欄的背景色為■顯示該部分道路已經啟用。設施名欄的背景色為■顯示該部分設施尚未啟用。未開通路段名稱皆為臨時名稱。
- 智能交流道（SIC）以背景色■顯示。
- 巴士站（BS），○/●為使用中，◆為停用中設施。無標示者為沒有巴士站。
- IC為交流道的簡寫，JCT為系統交流道的簡寫，SA為服務區的簡寫，PA為停車區（日语：パーキングエリア）的簡寫，TB為公路收費站的簡寫。
- 加油站（GS）的記號，●為有（24小時營業），○為有（8:00 - 20:00營業），無標示者為沒有。
- 表中距離的距離標以札幌JCT（日语：札幌ジャンクション）為起點記載[4]，為方便起見也以七飯IC（日语：七飯インターチェンジ）為起點記載。
- 本線上距離標距離數在札幌JCT以南前帶有「S」字樣、以北帶有「N」字樣。

| IC 編號                                         | 中文設施名                                      | 日文設施名                                      | 英文設施名                                      | 接續路線名                                          | 札幌系統交流道 起計（公里）                     | 七飯交流道 起計（公里）                         | BS                                              | GS                                              | 備註                                            | 所在地         | 所在地          | 所在地          |
| ----------------------------------------------- | ----------------------------------------------- | ----------------------------------------------- | ----------------------------------------------- | --------------------------------------------------- | ----------------------------------------------- | ----------------------------------------------- | ----------------------------------------------- | ----------------------------------------------- | ----------------------------------------------- | -------------- | --------------- | --------------- |
| E5 函館新道接續                                 |                                                 |                                                 |                                                 |                                                     |                                                 |                                                 |                                                 |                                                 |                                                 |                |                 |                 |
| 4                                               | 七飯藤城交流道                                  |                                                 |                                                 | 國道5號                                             |                                                 |                                                 |                                                 |                                                 |                                                 | 渡島綜合振興局 | 龜田郡 七飯町   | 龜田郡 七飯町   |
| 基本計劃路段                                    |                                                 |                                                 |                                                 |                                                     |                                                 |                                                 |                                                 |                                                 |                                                 | 渡島綜合振興局 | 龜田郡 七飯町   | 龜田郡 七飯町   |
| -                                               | 七飯交流道（臨時名稱）                          |                                                 |                                                 | 國道5號 北海道道96號上磯峠下線                      |                                                 | 0.0                                             |                                                 |                                                 | 興建中                                          | 渡島綜合振興局 | 龜田郡 七飯町   | 龜田郡 七飯町   |
| E5 北海道縱貫自動車道 七飯 - 大沼 （興建中）    | E5 北海道縱貫自動車道 七飯 - 大沼 （興建中）    | E5 北海道縱貫自動車道 七飯 - 大沼 （興建中）    | E5 北海道縱貫自動車道 七飯 - 大沼 （興建中）    | E5 北海道縱貫自動車道 七飯 - 大沼 （興建中）        | E5 北海道縱貫自動車道 七飯 - 大沼 （興建中）    | E5 北海道縱貫自動車道 七飯 - 大沼 （興建中）    | E5 北海道縱貫自動車道 七飯 - 大沼 （興建中）    | E5 北海道縱貫自動車道 七飯 - 大沼 （興建中）    | E5 北海道縱貫自動車道 七飯 - 大沼 （興建中）    | 渡島綜合振興局 | 茅部郡 森町     | 茅部郡 森町     |
| 6                                               | 大沼公園交流道/本線收費站                       |                                                 |                                                 | 北海道道149號大沼公園交流道線                       | 272.4                                           | 10.0                                            |                                                 |                                                 | 附設公路收費站                                  | 渡島綜合振興局 | 茅部郡 森町     | 茅部郡 森町     |
| -                                               | 駒岳停車區                                      |                                                 |                                                 |                                                     |                                                 |                                                 |                                                 |                                                 | 計劃中                                          | 渡島綜合振興局 | 茅部郡 森町     | 茅部郡 森町     |
| 7                                               | 森交流道                                        |                                                 |                                                 | 北海道道1156號森交流道線                            | 262.7                                           | 19.7                                            |                                                 |                                                 |                                                 | 渡島綜合振興局 | 茅部郡 森町     | 茅部郡 森町     |
| 8                                               | 落部交流道                                      |                                                 |                                                 | 北海道道1155號落部交流道線                          | 242.5                                           | 39.9                                            |                                                 |                                                 |                                                 | 渡島綜合振興局 | 二海郡 八雲町   | 二海郡 八雲町   |
| -                                               | 八雲停車區                                      |                                                 |                                                 |                                                     | 234.8                                           | 47.5                                            |                                                 |                                                 | 併設公路綠洲                                    | 渡島綜合振興局 | 二海郡 八雲町   | 二海郡 八雲町   |
| 9                                               | 八雲交流道                                      |                                                 |                                                 | 國道277號                                           | 226.5                                           | 55.9                                            |                                                 |                                                 |                                                 | 渡島綜合振興局 | 二海郡 八雲町   | 二海郡 八雲町   |
| -                                               | 國縫停車區                                      |                                                 |                                                 |                                                     |                                                 |                                                 |                                                 |                                                 | 計劃中                                          | 渡島綜合振興局 | 山越郡 長萬部町 | 山越郡 長萬部町 |
| 10                                              | 國縫交流道                                      |                                                 |                                                 | 國道230號 （渡島半島橫斷道路）                      | 204.8                                           | 77.6                                            |                                                 |                                                 |                                                 | 渡島綜合振興局 | 山越郡 長萬部町 | 山越郡 長萬部町 |
| 11                                              | 長萬部交流道                                    |                                                 |                                                 | 國道5號                                             | 193.7                                           | 88.7                                            |                                                 |                                                 |                                                 | 渡島綜合振興局 | 山越郡 長萬部町 | 山越郡 長萬部町 |
| -                                               | 靜狩停車區                                      |                                                 |                                                 |                                                     | 188.5                                           | 94.0                                            |                                                 |                                                 |                                                 | 渡島綜合振興局 | 山越郡 長萬部町 | 山越郡 長萬部町 |
| 12                                              | 黑松內系統交流道                                |                                                 |                                                 | E5A 黑松內新道 （北海道橫斷自動車道）               | 178.1                                           | 103.7                                           |                                                 |                                                 |                                                 | 後志綜合振興局 | 壽都郡 黑松內町 | 壽都郡 黑松內町 |
| 13                                              | 豐浦交流道                                      |                                                 |                                                 | 國道37號                                            | 159.9                                           | 122.5                                           |                                                 |                                                 |                                                 | 膽振綜合振興局 | 虻田郡          | 豐浦町          |
| -                                               | 豐浦噴火灣停車區                                |                                                 |                                                 |                                                     | 154.8                                           | 127.6                                           |                                                 |                                                 | 併設公路綠洲                                    | 膽振綜合振興局 | 虻田郡          | 豐浦町          |
| 14                                              | 虻田洞爺湖交流道                                |                                                 |                                                 | 國道230號 北海道道578號洞爺虻田線                   | 146.7                                           | 135.7                                           |                                                 |                                                 |                                                 | 膽振綜合振興局 | 虻田郡          | 洞爺湖町        |
| -                                               | 北有珠緊急避難路                                |                                                 | /                                               |                                                     |                                                 |                                                 |                                                 |                                                 | 一般車輛禁止進入                                | 膽振綜合振興局 | 虻田郡          | 洞爺湖町        |
| -                                               | 東有珠緊急避難路                                |                                                 | /                                               |                                                     |                                                 |                                                 |                                                 |                                                 | 一般車輛禁止進入                                | 膽振綜合振興局 | 虻田郡          | 洞爺湖町        |
| 15                                              | 伊達交流道                                      |                                                 |                                                 | 北海道道145號伊達交流道線                           | 133.1                                           | 149.3                                           |                                                 |                                                 |                                                 | 膽振綜合振興局 | 伊達市          | 伊達市          |
| -                                               | 有珠山服務區                                    |                                                 |                                                 |                                                     | 130.7                                           | 151.7                                           |                                                 | ○                                               |                                                 | 膽振綜合振興局 | 伊達市          | 伊達市          |
| 16                                              | 室蘭交流道                                      |                                                 |                                                 | 北海道道107號室蘭環狀線 北海道道127號室蘭交流道線   | 120.2                                           | 162.2                                           |                                                 |                                                 |                                                 | 膽振綜合振興局 | 室蘭市          | 室蘭市          |
| -                                               | 本輪西展望所                                    |                                                 | /                                               |                                                     | 118.7                                           | 163.7                                           |                                                 |                                                 | 僅函館、長萬部方向                              | 膽振綜合振興局 | 室蘭市          | 室蘭市          |
| 17                                              | 登別室蘭交流道                                  |                                                 |                                                 | 國道36號 北海道道144號登別室蘭交流道線              | 110.6                                           | 171.8                                           |                                                 |                                                 |                                                 | 膽振綜合振興局 | 登別市          | 登別市          |
| -                                               | 富浦停車區                                      |                                                 |                                                 |                                                     | 102.2                                           | 180.2                                           |                                                 |                                                 |                                                 | 膽振綜合振興局 | 登別市          | 登別市          |
| 18                                              | 登別東交流道                                    |                                                 |                                                 | 北海道道2號洞爺湖登別線                             | 99.2                                            | 183.2                                           |                                                 |                                                 |                                                 | 膽振綜合振興局 | 登別市          | 登別市          |
| -                                               | 竹浦巴士站                                      |                                                 |                                                 |                                                     |                                                 | 192.2                                           | ○                                               |                                                 |                                                 | 膽振綜合振興局 | 白老郡 白老町   | 白老郡 白老町   |
| -                                               | 萩野停車區                                      |                                                 |                                                 |                                                     | 85.1                                            | 197.0                                           |                                                 |                                                 |                                                 | 膽振綜合振興局 | 白老郡 白老町   | 白老郡 白老町   |
| 19                                              | 白老交流道                                      |                                                 |                                                 | 北海道道86號白老大瀧線                              | 80.6                                            | 201.8                                           |                                                 |                                                 |                                                 | 膽振綜合振興局 | 白老郡 白老町   | 白老郡 白老町   |
| -                                               | 樽前服務區                                      |                                                 |                                                 |                                                     | 67.9                                            | 214.5                                           |                                                 |                                                 |                                                 | 膽振綜合振興局 | 苫小牧市        | 苫小牧市        |
| 20                                              | 苫小牧西交流道                                  |                                                 |                                                 | 北海道道141號樽前錦岡線                             | 64.8                                            | 217.6                                           |                                                 |                                                 |                                                 | 膽振綜合振興局 | 苫小牧市        | 苫小牧市        |
| 21                                              | 苫小牧中央交流道                                |                                                 |                                                 | 北海道道1179號苫小牧中央交流道線                    | 56.2                                            | 226.2                                           |                                                 |                                                 |                                                 | 膽振綜合振興局 | 苫小牧市        | 苫小牧市        |
| -                                               | 高丘巴士站                                      |                                                 |                                                 |                                                     |                                                 | 226.7                                           | ◆                                               |                                                 | 2018年3月31日廢除                               | 膽振綜合振興局 | 苫小牧市        | 苫小牧市        |
| 22                                              | 苫小牧東交流道/系統交流道                       |                                                 |                                                 | E63 日高自動車道 北海道道91號苫小牧東交流道線       | 47.2                                            | 235.2                                           |                                                 |                                                 | 一般道與日高自動車道間不可出入                  | 膽振綜合振興局 | 苫小牧市        | 苫小牧市        |
| -                                               | 美澤停車區                                      |                                                 |                                                 |                                                     | 41.9                                            | 240.5                                           |                                                 |                                                 |                                                 | 膽振綜合振興局 | 苫小牧市        | 苫小牧市        |
| 23                                              | 新千歲機場交流道                                |                                                 |                                                 | 北海道道1175號新千歲機場交流道線                    | 39.3                                            | 243.1                                           |                                                 |                                                 |                                                 | 石狩振興局     | 千歲市          | 千歲市          |
| 24                                              | 千歲交流道                                      |                                                 |                                                 | 北海道道77號千歲交流道線                            | 35.3                                            | 247.1                                           |                                                 |                                                 |                                                 | 石狩振興局     | 千歲市          | 千歲市          |
| 25                                              | 千歲惠庭系統交流道                              |                                                 |                                                 | E38 道東自動車道                                    | 30.3                                            | 252.1                                           |                                                 |                                                 |                                                 | 石狩振興局     | 千歲市          | 千歲市          |
| 26                                              | 惠庭交流道/巴士站                               |                                                 |                                                 | 北海道道117號惠庭岳公園線                           | 26.3                                            | 256.1                                           | ○                                               |                                                 |                                                 | 石狩振興局     | 惠庭市          | 惠庭市          |
| -                                               | 北惠庭巴士站                                    |                                                 |                                                 |                                                     |                                                 | 259.8                                           | ◆                                               |                                                 | 2012年3月31日休止                               | 石狩振興局     | 惠庭市          | 惠庭市          |
| 27                                              | 輪厚停車區/智慧交流道/巴士站                    |                                                 |                                                 | 北廣島市道廣島輪厚線                                | 16.3                                            | 265.9                                           | ○                                               | ●                                               | 智慧交流道24小時開放                            | 石狩振興局     | 北廣島市        | 北廣島市        |
| 28                                              | 北廣島交流道                                    |                                                 |                                                 | 國道36號                                            | 12.4                                            | 270.0                                           |                                                 |                                                 |                                                 | 石狩振興局     | 北廣島市        | 北廣島市        |
| 29                                              | 札幌南交流道/本線收費站                         |                                                 |                                                 | 札幌新道                                            | 7.9                                             | 274.5                                           |                                                 |                                                 | 附設公路收費站                                  | 石狩振興局     | 札幌市          | 厚別區          |
| 30                                              | 大谷地交流道                                    |                                                 |                                                 | 國道274號（札幌新道）                               | 4.1                                             | 278.3                                           |                                                 |                                                 | 僅有旭川、小樽方向出入口                        | 石狩振興局     | 札幌市          | 白石區          |
| 31                                              | 北鄉交流道                                      |                                                 |                                                 | 國道274號（札幌新道）                               | 2.1                                             | 280.3                                           |                                                 |                                                 | 僅有苫小牧、千歲方向出入口                      | 石狩振興局     | 札幌市          | 白石區          |
| 32                                              | 札幌系統交流道                                  |                                                 |                                                 | E5A 札樽自動車道                                    | 0.0                                             | 281.9                                           |                                                 |                                                 |                                                 | 石狩振興局     | 札幌市          | 白石區          |
| 33                                              | 札幌交流道/本線收費站                           |                                                 |                                                 | 國道274號（札幌新道）                               | 0.0                                             | 282.4                                           |                                                 |                                                 | 旭川、岩見澤方向出入口 附設公路收費站           | 石狩振興局     | 札幌市          | 白石區          |
| 34                                              | 江別西交流道                                    |                                                 |                                                 | 北海道道110號江別交流道線                           | 6.6                                             | 289.0                                           |                                                 |                                                 |                                                 | 石狩振興局     | 江別市          | 江別市          |
| -                                               | 野幌停車區/巴士站                               |                                                 |                                                 |                                                     | 10.0                                            | 292.2                                           | ○                                               |                                                 |                                                 | 石狩振興局     | 江別市          | 江別市          |
| 35                                              | 江別東交流道                                    |                                                 |                                                 | 國道337號 （道央圈聯絡道路）                        | 16.2                                            | 298.6                                           |                                                 |                                                 |                                                 | 石狩振興局     | 江別市          | 江別市          |
| -                                               | 栗澤巴士站                                      |                                                 |                                                 |                                                     |                                                 | 306.2                                           | ○                                               |                                                 |                                                 | 空知綜合振興局 | 岩見澤市        | 岩見澤市        |
| 36                                              | 岩見澤交流道                                    |                                                 |                                                 | 國道234號                                           | 31.9                                            | 314.3                                           |                                                 |                                                 |                                                 | 空知綜合振興局 | 岩見澤市        | 岩見澤市        |
| -                                               | 岩見澤服務區/東山巴士站                         |                                                 |                                                 |                                                     | 35.6                                            | 318.0                                           | ○                                               |                                                 |                                                 | 空知綜合振興局 | 岩見澤市        | 岩見澤市        |
| 37                                              | 三笠交流道                                      |                                                 |                                                 | 北海道道116號岩見澤三笠線                           | 41.8                                            | 324.2                                           |                                                 |                                                 |                                                 | 空知綜合振興局 | 三笠市          | 三笠市          |
| 38                                              | 美唄交流道                                      |                                                 |                                                 | 北海道道135號美唄富良野線                           | 53.1                                            | 335.5                                           |                                                 |                                                 |                                                 | 空知綜合振興局 | 美唄市          | 美唄市          |
| -                                               | 茶志內停車區/巴士站                             |                                                 |                                                 |                                                     | 58.5                                            | 340.9                                           | ○                                               |                                                 |                                                 | 空知綜合振興局 | 美唄市          | 美唄市          |
| 39                                              | 奈井江砂川交流道                                |                                                 |                                                 | 北海道道114號赤平奈井江線                           | 66.7                                            | 349.1                                           |                                                 |                                                 |                                                 | 空知綜合振興局 | 空知郡 奈井江町 | 空知郡 奈井江町 |
| -                                               | 砂川吉野巴士站                                  |                                                 |                                                 |                                                     |                                                 | 353.0                                           | ○                                               |                                                 |                                                 | 空知綜合振興局 | 砂川市          | 砂川市          |
| 40                                              | 砂川服務區/智慧交流道/砂川石山巴士站            |                                                 |                                                 | 市道砂川服務區智慧交流道線                          | 75.6                                            | 358.0                                           | ○                                               | ○                                               | 併設公路綠洲 智慧交流道僅6:00-22:00開放         | 空知綜合振興局 | 砂川市          | 砂川市          |
| 41                                              | 瀧川交流道                                      |                                                 |                                                 | 國道38號                                            | 80.7                                            | 363.1                                           |                                                 |                                                 |                                                 | 空知綜合振興局 | 瀧川市          | 瀧川市          |
| -                                               | 江部乙巴士站                                    |                                                 |                                                 |                                                     |                                                 | 368.5                                           | ○                                               |                                                 |                                                 | 空知綜合振興局 | 瀧川市          | 瀧川市          |
| 42                                              | 深川系統交流道                                  |                                                 |                                                 | E62 深川留萌自動車道                                | 93.5                                            | 375.9                                           |                                                 |                                                 |                                                 | 空知綜合振興局 | 深川市          | 深川市          |
| 43                                              | 深川交流道                                      |                                                 |                                                 | 北海道道79號深川豐里線                              | 98.6                                            | 381.0                                           |                                                 |                                                 |                                                 | 空知綜合振興局 | 深川市          | 深川市          |
| -                                               | 音江停車區                                      |                                                 |                                                 |                                                     | 104.4                                           | 386.8                                           |                                                 |                                                 |                                                 | 空知綜合振興局 | 深川市          | 深川市          |
| -                                               | 納內巴士站                                      |                                                 |                                                 |                                                     |                                                 | 391.0                                           | ○                                               |                                                 |                                                 | 空知綜合振興局 | 深川市          | 深川市          |
| 44                                              | 旭川鷹栖交流道                                  |                                                 |                                                 | 北海道道146號旭川鷹栖交流道線                       | 125.3                                           | 407.7                                           |                                                 |                                                 |                                                 | 上川綜合振興局 | 上川郡※ 鷹栖町  | 上川郡※ 鷹栖町  |
| 45                                              | 旭川北交流道                                    |                                                 |                                                 | 北海道道1150號旭川北交流道線 （旭川十勝道路：預定） | 133.8                                           | 416.2                                           |                                                 |                                                 |                                                 | 上川綜合振興局 | 旭川市          | 旭川市          |
| -                                               | 比布大雪停車區                                  |                                                 |                                                 |                                                     | 141.1                                           | 423.5                                           |                                                 |                                                 |                                                 | 上川綜合振興局 | 上川郡※ 比布町  | 上川郡※ 比布町  |
| 46                                              | 比布系統交流道                                  |                                                 |                                                 | E39 旭川紋別自動車道                                | 144.5                                           | 426.9                                           |                                                 |                                                 |                                                 | 上川綜合振興局 | 上川郡※ 比布町  | 上川郡※ 比布町  |
| 47                                              | 和寒交流道                                      |                                                 |                                                 | 國道40號                                            | 155.1                                           | 437.5                                           |                                                 |                                                 |                                                 | 上川綜合振興局 | 上川郡※         | 和寒町          |
| -                                               | 劍淵停車區                                      |                                                 |                                                 |                                                     |                                                 |                                                 |                                                 |                                                 | 預定2025年度開設                                | 上川綜合振興局 | 上川郡※         | 劍淵町          |
| 48                                              | 士別劍淵交流道/本線收費站                       |                                                 |                                                 | 北海道道1161號士別劍淵交流道線                      | 171.1                                           | 453.5                                           |                                                 |                                                 | 併設公路收費站                                  | 上川綜合振興局 | 上川郡※         | 劍淵町          |
| E5 北海道縱貫自動車道 士別劍淵 - 名寄（興建中） | E5 北海道縱貫自動車道 士別劍淵 - 名寄（興建中） | E5 北海道縱貫自動車道 士別劍淵 - 名寄（興建中） | E5 北海道縱貫自動車道 士別劍淵 - 名寄（興建中） | E5 北海道縱貫自動車道 士別劍淵 - 名寄（興建中）     | E5 北海道縱貫自動車道 士別劍淵 - 名寄（興建中） | E5 北海道縱貫自動車道 士別劍淵 - 名寄（興建中） | E5 北海道縱貫自動車道 士別劍淵 - 名寄（興建中） | E5 北海道縱貫自動車道 士別劍淵 - 名寄（興建中） | E5 北海道縱貫自動車道 士別劍淵 - 名寄（興建中） | 上川綜合振興局 | 士別市          | 士別市          |
| -                                               | 多寄交流道（臨時名稱）                          |                                                 |                                                 | 北海道道888號東陽多寄線                             |                                                 | 465.5                                           |                                                 |                                                 | 興建中                                          | 上川綜合振興局 | 士別市          | 士別市          |
| -                                               | 名寄交流道                                      |                                                 |                                                 | 國道40號                                            |                                                 | 477.5                                           |                                                 |                                                 |                                                 | 上川綜合振興局 | 名寄市          | 名寄市          |
| E5 名寄美深道路接續                             |                                                 |                                                 |                                                 |                                                     |                                                 |                                                 |                                                 |                                                 |                                                 |                |                 |                 |

※鷹栖町、比布町都屬於上川郡，和寒町、劍淵町都屬於上川郡。十勝地方的上川郡邊界相接由來不同，全部皆為同名異郡。
以前的交流道編號編法與其他高速道路不同，是以札幌系統交流道為基準分成南北兩側，2018年12月改為現在的編號方式。

## 歷史
- 1971年12月4日：北廣島交流道～千歲交流道間通車。
- 1972年9月19日：北廣島交流道～千歲交流道間4車道拓寬完成。
- 1978年10月24日：千歳交流道～苫小牧東交流道間通車[11]。
- 1979年10月29日：札幌南交流道～北廣島交流道間通車[12]。
- 1980年10月29日：苫小牧東交流道～苫小牧西交流道間通車[13]。
- 1983年11月9日：札幌交流道～岩見澤交流道間通車[14]。
- 1983年11月30日：苫小牧西交流道～白老交流道間通車[15]。
- 1985年10月18日：白老交流道～登別東交流道間通車[16]。
- 1985年10月25日：札幌交流道～札幌南交流道間通車[17]。
- 1986年10月9日：登別東交流道～登別室蘭交流道間通車。
- 1987年9月18日：岩見澤交流道～美唄交流道間通車，三笠交流道及美唄交流道設置自動發券機[18]。
- 1988年10月8日：美唄交流道～瀧川交流道間通車[19]。
- 1989年9月12日：瀧川交流道～深川交流道間通車。
- 1990年10月30日：深川交流道～旭川鷹栖交流道間通車（當初暫定為2車道[20]，之後於2003年拓寬為4車道）。
- 1991年4月26日：砂川服務區開設全國第2、北海道內第1的高速公路綠洲（日语：ハイウェイオアシス）[21][22]。
- 1991年10月25日：登別室蘭交流道～室蘭交流道間通車[23]。
- 1992年9月30日：札幌系統交流道通車，與札樽自動車道連接[24]。
- 1992年10月27日：室蘭交流道～伊達交流道間通車[25]。
- 1994年3月30日：伊達交流道～虻田洞爺湖交流道間通車[26]。
- 1997年10月22日：虻田洞爺湖交流道～長萬部交流道間通車[27]。
- 1998年3月23日：苫小牧東交流道與日高自動車道連接。
- 1998年4月11日：深川系統交流道通車，與深川留萌自動車道連接[28]。
- 1999年10月7日：千歲惠庭系統交流道通車，與道東自動車道連接。
- 1999年11月12日：札幌南交流道（小樽、旭川方向出口）通車。
- 2000年3月29日：有珠山爆發，伊達交流道～豐浦交流道間停止通行。
- 2000年7月13日：豐浦町內虻田洞爺湖臨時出入口完成，虻田洞爺湖臨時出入口～豐浦交流道間解除停止通行。
- 2000年10月4日：旭川鷹栖交流道～和寒交流道間通車[29]。
- 2001年2月9日：伊達交流道～虻田洞爺湖交流道間恢復通車。
- 2001年6月30日：廢止虻田洞爺湖交流道～虻田洞爺湖間臨時出入口[30]。
- 2001年9月10日：札幌南交流道（小樽、旭川方向入口）通車[31]。
- 2001年10月17日：深川交流道～音江停车区間拓寬為4車道。
- 2001年11月19日：長萬部交流道～國縫交流道間通車[32]。
- 2003年9月30日：音江停车区～旭川鷹栖交流道間拓寬為4車道。
- 2003年10月4日：和寒交流道～士別劍淵交流道間通車[33]。
- 2004年3月27日：比布系統交流道通車，與旭川紋別自動車道連接。
- 2006年2月3日：國土交通省發表士別劍淵交流道～名寄交流道（暫稱）間的路段建設計畫，只興建其中士別劍淵交流道至士別市多寄町間的路段，其他未興建的區間則暫時以並行的國道40號來代替。
- 2006年2月7日：大沼交流道（暫稱）～七飯交流道（暫稱）間變更為新直轄方式（日语：新直轄方式）管理（由國土交通省直接管理）。
- 2006年11月18日：國縫交流道～八雲交流道間通車[34]。
- 2007年12月21日：虻田洞爺湖交流道往國道230號（日语：国道230号）新路徑轉移工程完成，新路徑開始使用，而將既存的連絡線廢止。
- 2009年8月3日：輪厚智慧交流道啟用[35]。
- 2009年10月10日：八雲交流道～落部交流道間通車[36]。
- 2009年11月7日：連接黑松內新道（北海道橫斷道（日语：北海道横断自動車道））的黑松內系統交流道開通，[37]。
- 2010年2月2日：岩見澤交流道～士別劍淵交流道路段指定為高速道路免費化社會實驗對象區間[38]。
- 2010年6月28日：岩見澤交流道～士別劍淵交流道路段開始高速道路免費化社會實驗[39]。
- 2011年6月19日：政府為準備3月11日東日本大地震的重建經費，停止上述路段的高速道路免費化社會實驗[40]。6月20日起恢復收費。
- 2011年1月26日：落部交流道～森交流道間通車。
- 2012年11月10日：森交流道～大沼公園交流道間通車[41]。
- 2013年8月3日：新千歲機場交流道啟用[42]。
- 2014年5月28日：士別市多寄町至名寄交流道區間解除事業凍結狀態。
- 2015年8月8日：砂川服務區智慧交流道啟用[43]。
- 2018年（平成30年）12月：交流道編號從原本的以札幌系統交流道為基準南北依序編號的方式，改成全區間共用編號（編號由南往北。當時最南端的大沼公園交流道為「6」，當時最北端的士別劍淵交流道為「48」）。
  - 「HIGHWAY WALKER」北海道版2018年11月號維持原有方式[44]，2018年12月號起改為新式編號[45]。
- 2019年（平成31年/令和元年）9月4日：國土交通省將道央道暫定2車線區間的八雲交流道 - 國縫交流道間與伊達交流道 - 登別室蘭交流道間及和寒交流道 - 士別劍淵交流道間列為10 - 15年後完成4車線化的優先整備區間[46][47][48]。
- 2020年（令和2年）12月13日：苫小牧中央交流道啟用[49]。

## 路線狀況

### 車道數、最高速限
| 區間                                            | 車道數 上下線=上行線+下行線 | 最高速限 | 備註  |
| ----------------------------------------------- | --------------------------- | -------- | ----- |
| 大沼公園交流道 - 大沼公園公路收費站             | 4=2+2                       | 70 km/h  |       |
| 大沼公園公路收費站 - 登別室蘭交流道             | 2=1+1 (暫定2車線)           | 70 km/h  | ※1 ※2 |
| 登別室蘭交流道 - 札幌南交流道/公路收費站        | 4=2+2                       | 100 km/h |       |
| 札幌南交流道/公路收費站 - 札幌交流道/公路收費站 | 4=2+2                       | 080 km/h |       |
| 札幌交流道/公路收費站 - 深川交流道              | 4=2+2                       | 100 km/h |       |
| 深川交流道 - 旭川鷹栖交流道                     | 4=2+2                       | 080 km/h |       |
| 旭川鷹栖交流道 - 士別劍淵交流道                 | 2=1+1 (暫定2車線)           | 070 km/h | ※1 ※3 |

- ※1 : 部分區間為4車道與80km/h
- ※2 : 八雲交流道 - 國縫交流道與伊達交流道 - 登別室蘭交流道間為4車線化優先整備區間[46][47][48]
- ※3 : 和寒交流道 - 士別劍淵交流道間為4車線化優先整備區間[46][47][48]

### 服務區、停車區
商店
全部服務區與輪厚停車區、野幌停車區皆有商店。除此之外的停車區僅有廁所與自動販賣機。美澤停車區在夏－秋於上行線增售輕食等。
高速公路綠洲
附設於豐浦噴火灣停車區、八雲停車區、砂川服務區。
餐廳、美食區
本線服務區、停車區沒有以餐廳型態營業。設有美食區的有有珠山、岩見澤、砂川服務區與輪厚停車區。
加油站
有珠山服務區、砂川服務區、輪厚停車場三處。輪厚停車場為24小時營業。

### 主要隧道與橋梁

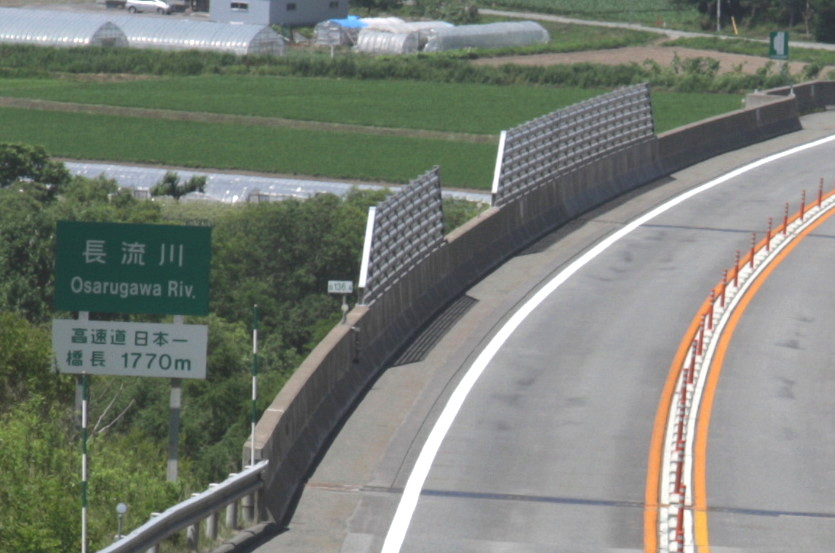
長流川橋的橋梁標識（上行線）（2012年7月）

札幌系統交流道以南（札幌系統交流道 - 七飯交流道間）
| 隧道、橋梁名稱       | 長度                        | 區間                                | 備註 |
| -------------------- | --------------------------- | ----------------------------------- | --- |
| 鷲之木遺跡隧道       | 85 m                        | 落部交流道 - 森交流道               | 道路預定地的鷲之木遺跡挖掘出繩文時代後期前半（約4,000年前）北海道內最大規模的環狀列石與豎穴墓域，為了保留遺跡而改採「R&C工法」 |
| 森隧道               | 431 m                       | 落部交流道 - 森交流道               | |
| 八雲隧道             | 569 m                       | 落部交流道 - 森交流道               | |
| 金山隧道             | 2,177 m                     | 豐浦交流道 - 黑松內系統交流道       | |
| 高岡隧道             | 1,499 m                     | 豐浦噴火灣停車區 - 豐浦交流道       | |
| 豐浦隧道             | 1,495 m                     | 虻田洞爺湖交流道 - 豐浦噴火灣停車區 | |
| 東雲隧道             | 600 m                       | 虻田洞爺湖交流道 - 豐浦噴火灣停車區 | |
| 清水隧道             | 855 m                       | 虻田洞爺湖交流道 - 豐浦噴火灣停車區 | |
| 虻田隧道             | 569 m                       | 虻田洞爺湖交流道 - 豐浦噴火灣停車區 | |
| 青葉隧道             | 365 m                       | 虻田洞爺湖交流道 - 豐浦噴火灣停車區 | |
| 洞爺隧道             | 1,070 m                     | 伊達交流道 - 虻田洞爺湖交流道       | |
| 長流川橋             | 1,773 m                     | 伊達交流道 - 虻田洞爺湖交流道       | 日本最長的高速道路橋梁 |
| 神代隧道             | 939 m                       | 登別室蘭交流道 - 室蘭交流道         | |
| 天神隧道             | 846 m                       | 登別室蘭交流道 - 室蘭交流道         | |
| 鷲別隧道             | 1,798 m                     | 登別室蘭交流道 - 室蘭交流道         | |
| 幌別隧道             | 上行線：470 m 下行線：490 m | 富浦停車區 - 登別室蘭交流道         | |
| 虎杖濱隧道           | 上行線：392 m 下行線：419 m | 萩野停車區 - 登別東交流道           | |
| 白老隧道             | 上行線：458 m 下行線：453 m | 樽前服務區 - 白老交流道             | |
| 波羅多隧道           | 上行線：508 m 下行線：521 m | 樽前服務區 - 白老交流道             | |
| 小糸魚川橋           | 81 m                        | 苫小牧東交流道 - 苫小牧西交流道     | |
| 新有珠川橋           | 116 m                       | 苫小牧東交流道 - 苫小牧西交流道     | |
| 苫小牧川橋           | 53 m                        | 苫小牧東交流道 - 苫小牧西交流道     | |
| 高丘橋               | 81 m                        | 苫小牧東交流道 - 苫小牧西交流道     | |
| 勇払川橋             | 146 m                       | 苫小牧東交流道 - 苫小牧西交流道     | |
| 真真地（ママチ）川橋 | 336 m                       | 新千歲機場交流道 - 千歲交流道       | |
| 千歲川橋             | 上行線：545 m 下行線：551 m | 千歲惠庭系統交流道 - 千歲交流道     | |

※ 登別室蘭交流道 - 七飯交流道間為不分隔車道（暫定2車線）
札幌系統以北（札幌系統交流道 - 名寄交流道間）
| 隧道、橋梁名稱 | 長度                            | 區間                        | 備註 |
| -------------- | ------------------------------- | --------------------------- | ---- |
| 光珠內隧道     | 上行線＋下行線：250 m           | 三笠交流道 - 美唄交流道     |      |
| 美唄隧道       | 上行線：1,018 m 下行線：1,001 m | 三笠交流道 - 美唄交流道     |      |
| 石狩川橋       | 543 m                           | 音江停車區 - 旭川鷹栖交流道 |      |
| 常磐隧道       | 上行線：1,843 m 下行線：1,779 m | 音江停車區 - 旭川鷹栖交流道 |      |
| 江丹別隧道     | 上行線：1,896 m 下行線：1,962 m | 音江停車區 - 旭川鷹栖交流道 |      |
| 嵐山隧道       | 上行線：1,434 m 下行線：1,416 m | 音江停車區 - 旭川鷹栖交流道 |      |

※ 旭川鷹栖交流道 - 名寄交流道間為不分隔車道（暫定2車線）

### 隧道數
| 區間                               | 上行車道數 | 下行車道數 | 備註 |
| ---------------------------------- | ---------- | ---------- | ---- |
| 大沼公園交流道～森交流道           | 0          | 0          | ※    |
| 森交流道～落部交流道               | 3          | 3          | ※    |
| 落部交流道～黑松內系統交流道       | 0          | 0          | ※    |
| 黑松內系統交流道～豐浦交流道       | 1          | 1          | ※    |
| 豐浦交流道～豐浦噴火灣停車區       | 1          | 1          | ※    |
| 豐浦噴火灣停車區～虻田洞爺湖交流道 | 5          | 5          | ※    |
| 虻田洞爺湖交流道～伊達交流道       | 1          | 1          | ※    |
| 伊達交流道～室蘭交流道             | 0          | 0          | ※    |
| 室蘭交流道～登別室蘭交流道         | 3          | 3          | ※    |
| 登別室蘭交流道～富浦停車區         | 1          | 1          |      |
| 富浦停車區～登別東交流道           | 0          | 0          |      |
| 登別東交流道～萩野停車區           | 1          | 1          |      |
| 萩野停車區～白老交流道             | 0          | 0          |      |
| 白老交流道～樽前服務區             | 2          | 2          |      |
| 樽前服務區～三笠交流道             | 0          | 0          |      |
| 三笠交流道～美唄交流道             | 2          | 2          |      |
| 美唄交流道～音江停車區             | 0          | 0          |      |
| 音江停車區～旭川鷹栖交流道         | 3          | 3          |      |
| 旭川鷹栖交流道～士別劍淵交流道     | 0          | 0          | ※    |
| 合計                               | 23         | 23         |      |

※：大沼公園交流道～登別室蘭交流道間與旭川鷹栖交流道～士別劍淵交流道間的隧道是暫定2車道，因此上下線合計1座。

### 道路管理者
- 東日本高速道路北海道支社（日语：東日本高速道路北海道支社）

- - 室蘭管理事務所：大沼公園交流道 - 登別室蘭交流道
  - 苫小牧管理事務所：登別室蘭交流道 - 新千歳空港交流道
  - 札幌管理事務所：新千歳空港交流道 - 札幌交流道
  - 岩見澤管理事務所：札幌交流道 - 奈井江砂川交流道
  - 旭川管理事務所：奈井江砂川交流道 - 士別劍淵交流道

### 高速公路廣播
- 長萬部（靜狩停車區～黑松內系統交流道）
- 室蘭（室蘭交流道～登別室蘭交流道）
- 白老（白老交流道～樽前服務區）
- 惠庭（恵庭交流道～輪厚停車區）
- 野幌（江別西交流道～江別東交流道）

### 交流道
24小時交通量（台）　道路交通調查
| 區間                                      | 平成17（2005）年度 | 平成22（2010）年度 | 平成27（2015）年度 |
| ----------------------------------------- | ------------------ | ------------------ | ------------------ |
| 七飯藤城交流道 - 大沼公園交流道間         | 未開通             | 未開通             | 未開通             |
| 大沼公園交流道 - 森交流道                 | 調查時未開通       | 調查時未開通       | 03,515             |
| 森交流道 - 落部交流道                     | 調查時未開通       | 調查時未開通       | 03,812             |
| 落部交流道 - 八雲交流道                   | 調查時未開通       | 02,478             | 03,864             |
| 八雲交流道 - 國縫交流道                   | 02,925             | 04,012             |                    |
| 國縫交流道 - 長萬部交流道                 | 02,120             | 03,073             | 04,100             |
| 長萬部交流道 - 黑松內系統交流道           | 02,432             | 03,133             | 04,079             |
| 黑松內系統交流道 - 豐浦交流道             | 02,432             | 02,317             | 03,908             |
| 豐浦交流道 - 虻田洞爺湖交流道             | 02,263             | 02,076             | 03,730             |
| 虻田洞爺湖交流道 - 伊達交流道             | 02,712             | 02,452             | 04,190             |
| 伊達交流道 - 室蘭交流道                   | 04,365             | 04,024             | 05,867             |
| 室蘭交流道 - 登別室蘭交流道               | 04,937             | 05,540             | 06,243             |
| 登別室蘭交流道 - 登別東交流道             | 07,283             | 08,291             | 09,269             |
| 登別東交流道 - 白老交流道                 | 08,039             | 08,995             | 10,062             |
| 白老交流道 - 苫小牧西交流道               | 08,633             | 09,858             | 10,904             |
| 苫小牧西交流道 - 苫小牧中央交流道         | 09,196             | 10,608             | 11,584             |
| 苫小牧中央交流道 - 苫小牧東交流道         | 09,196             | 10,608             | 11,584             |
| 苫小牧東交流道 - 新千歲機場交流道         | 16,814             | 19,234             | 21,360             |
| 新千歲機場交流道 - 千歲交流道             | 16,814             | 19,234             | 22,620             |
| 千歲交流道 - 千歲恵庭系統交流道           | 26,424             | 29,955             | 32,835             |
| 千歲恵庭系統交流道 - 恵庭交流道           | 28,261             | 33,235             | 36,276             |
| 恵庭交流道 - 輪厚停車區智慧型交流道       | 32,526             | 36,548             | 40,091             |
| 輪厚停車區智慧型交流道 - 北廣島交流道     | 32,526             | 37,217             | 41,041             |
| 北廣島交流道 - 札幌南交流道               | 29,304             | 34,310             | 37,945             |
| 札幌南交流道 - 大谷地交流道               | 28,864             | 36,006             | 38,958             |
| 大谷地交流道 - 北鄉交流道                 | 38,652             | 48,200             | 51,690             |
| 北鄉交流道 - 札幌系統交流道               | 35,277             | 40,973             | 46,258             |
| 札幌系統交流道 - 札幌交流道               | 14,057             | 09,411             | 42,269             |
| 札幌交流道 - 江別西交流道                 | 19,410             | 21,799             | 20,769             |
| 江別西交流道 - 江別東交流道               | 16,648             | 19,266             | 17,987             |
| 江別東交流道 - 岩見澤交流道               | 16,014             | 18,786             | 17,662             |
| 岩見澤交流道 - 三笠交流道                 | 13,413             | 22,917             | 15,111             |
| 三笠交流道 - 美唄交流道                   | 12,749             | 23,978             | 14,490             |
| 美唄交流道 - 奈井江砂川交流道             | 11,995             | 22,665             | 13,683             |
| 奈井江砂川交流道 - 砂川服務區智慧型交流道 | 10,975             | 21,224             | 12,620             |
| 砂川服務區智慧型交流道 - 瀧川交流道       | 10,975             | 21,224             | 12,549             |
| 瀧川交流道 - 深川系統交流道               | 09,636             | 19,658             | 11,267             |
| 深川系統交流道 - 深川交流道               | 08,664             | 17,998             | 10,052             |
| 深川交流道 - 旭川鷹栖交流道               | 07,744             | 17,115             | 09,368             |
| 旭川鷹栖交流道 - 旭川北交流道             | 04,141             | 10,485             | 05,039             |
| 旭川北交流道 - 比布系統交流道             | 04,350             | 13,695             | 05,370             |
| 比布系統交流道 - 和寒交流道               | 02,412             | 08,940             | 03,000             |
| 和寒交流道 - 士別劍淵交流道               | 02,123             | 07,577             | 02,732             |
| 士別劍淵交流道 - 名寄交流道間             | 未開通             | 未開通             | 未開通             |

（來源：「平成22年度道路交通センサス （页面存档备份，存于）」・「平成27年度全国道路・街路交通情勢調査 （页面存档备份，存于）」（國土交通省網頁））
- 平成22年度調查，岩見澤交流道～士別劍淵交流道之間實施高速道路免費化社會實驗。

- 2020年度（令和2年度）預定實施的交通量調查因嚴重特殊傳染性肺炎的影響而延期[52]。

- 虻田洞爺湖交流道配合有珠山噴火復興事業，2007年度（平成19年度）變更位置。

#### 其他資料
- 日平均交通量（2003年度JH年報）
  - 國縫交流道～札幌南交流道（區間平均） : 9,354輛（前年度比95.5%）
  - 札幌南交流道～札幌交流道（總交通量） : 26,261輛（99.9%）
  - 札幌交流道～和寒交流道（區間平均） : 9,939輛（97.8%）

最大：惠庭交流道～北廣島交流道　30,760輛（97.1%）
最小：旭川北交流道～和寒交流道　 1,567輛（102.6%）
- 通行費用收入
年間：35,226,652,000日圓（98.0%）
日平均：96,511,000日圓

### 費用
大沼公園交流道～札幌南交流道間、札幌系統交流道～士別劍淵交流道間採距離制收費，札幌南交流道～札幌系統交流道～札樽道札幌西交流道間為單一制收費。

#### 高速道路免費化社會實驗
2010年6月28日起，部分區間實施免費化社會實驗，並公布實施至2012年3月為止，後因為了確保2011年3月11日東日本大地震震災重建費用，於2011年6月19日凍結

##### 全車種全日免費社會實驗

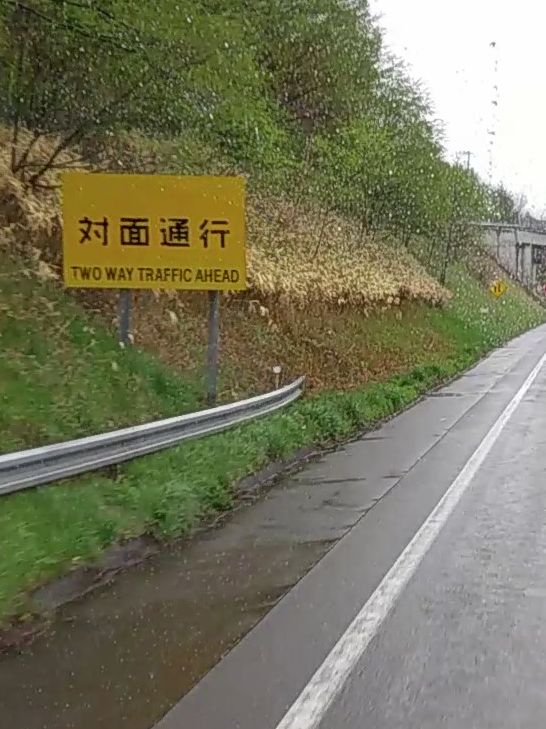
下方加註英文的「對面通行」標示。
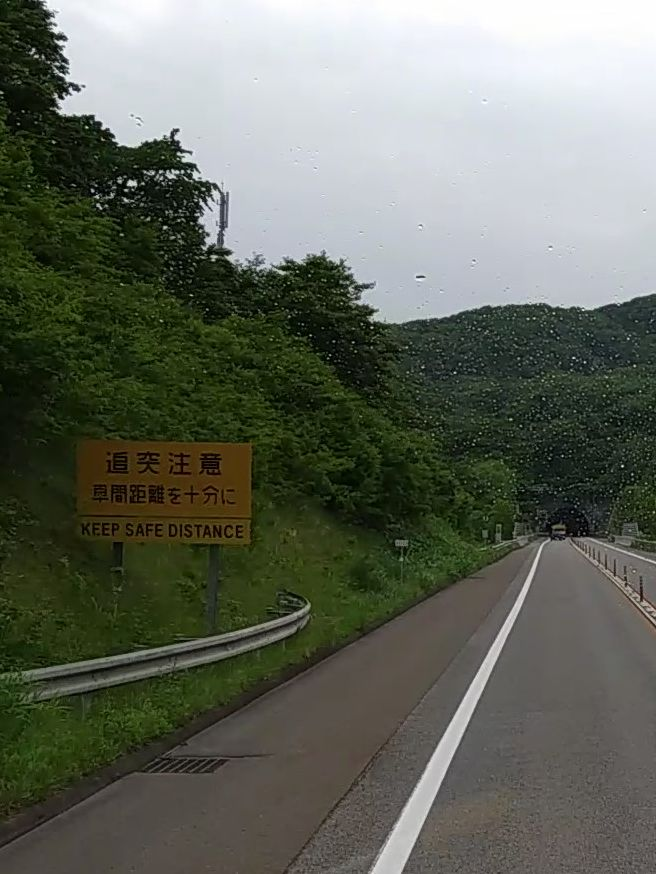
下方加註英文的「小心追撞，請注意車距」標示。

2010年（平成22年）6月28日起實施，曾宣布實施至2012年（平成24年）3月，但為了確保東日本大震災復興費用而於2011年（平成23年）6月19日凍結計畫。
區間：岩見澤交流道 - 士別劍淵交流道
時間與對象：全日全車種（包含所有ETC、非ETC搭載車）

##### 中型車以上夜間免費社會實驗
原計畫在2011年（平成23年）6月至2011年（平成23年）12月實施，但為了確保東日本大震災復興費用而凍結計畫。
予定區間：千歲惠庭系統交流道 - 落部交流道
時間與對象：22時 - 翌日6時，搭載ETC之中型車、大型車、特大車

#### 新直轄方式
本道路連接北海道縱貫自動車道的以下兩區間以新直轄方式由國土交通省北海道開發局整備。
- 七飯交流道（日语：七飯インターチェンジ）～大沼公園交流道
- 士別劍淵交流道～名寄交流道（日语：名寄インターチェンジ）

士別劍淵交流道～名寄交流道區間於2003年（平成15年）12月25日第1回國土開發幹線自動車道建設會議（國幹會議）中確定改為新直轄方式。2006年（平成18年）2月7日第2回國幹會議擬定士別劍淵交流道～士別市多寄町間為「緊急整備區間」，其餘為「暫不動工區間」，暫時使用平行的國道40號。同日，大沼公園交流道～七飯交流道間也改為新直轄方式。
2014年（平成26年）5月28日的北海道開發局事業審議委員會宣布解除凍結士別市多寄町～名寄交流道區間
。

## 地理

### 通過自治體
- 北海道
  - 渡島綜合振興局
    - 茅部郡森町 - 二海郡八雲町 - 山越郡長萬部町 -

  - 後志綜合振興局
    - 壽都郡黑松內町 -

  - 膽振綜合振興局
    - 虻田郡豐浦町 - 虻田郡洞爺湖町 - 伊達市 - 室蘭市 - 登別市 - 白老郡白老町 - 苫小牧市 -

  - 石狩振興局
    - 千歲市 - 惠庭市 - 北廣島市 - 札幌市清田區 - 札幌市厚別區 - 札幌市白石區 - 江別市

  - 空知綜合振興局
    - 岩見澤市 - 三笠市 - 美唄市 - 空知郡奈井江町 - 砂川市 - 瀧川市 - 深川市 -

  - 上川綜合振興局
    - 上川郡鷹栖町 - 旭川市 - 上川郡比布町 - 上川郡和寒町 - 上川郡劍淵町 - 士別市

### 連接高速公路
- E5A 黑松內新道（日语：黒松内新道）（於黑松內系統交流道連接）
- E63 日高自動車道（於苫小牧東交流道連接）
- E38 道東自動車道（於千歲惠庭系統交流道連接）
- E5A 札樽自動車道（於札幌系統交流道連接）
- E62 深川留萌自動車道（於深川系統交流道連接）
- E39 旭川紋別自動車道（於比布系統交流道連接）

## 參考

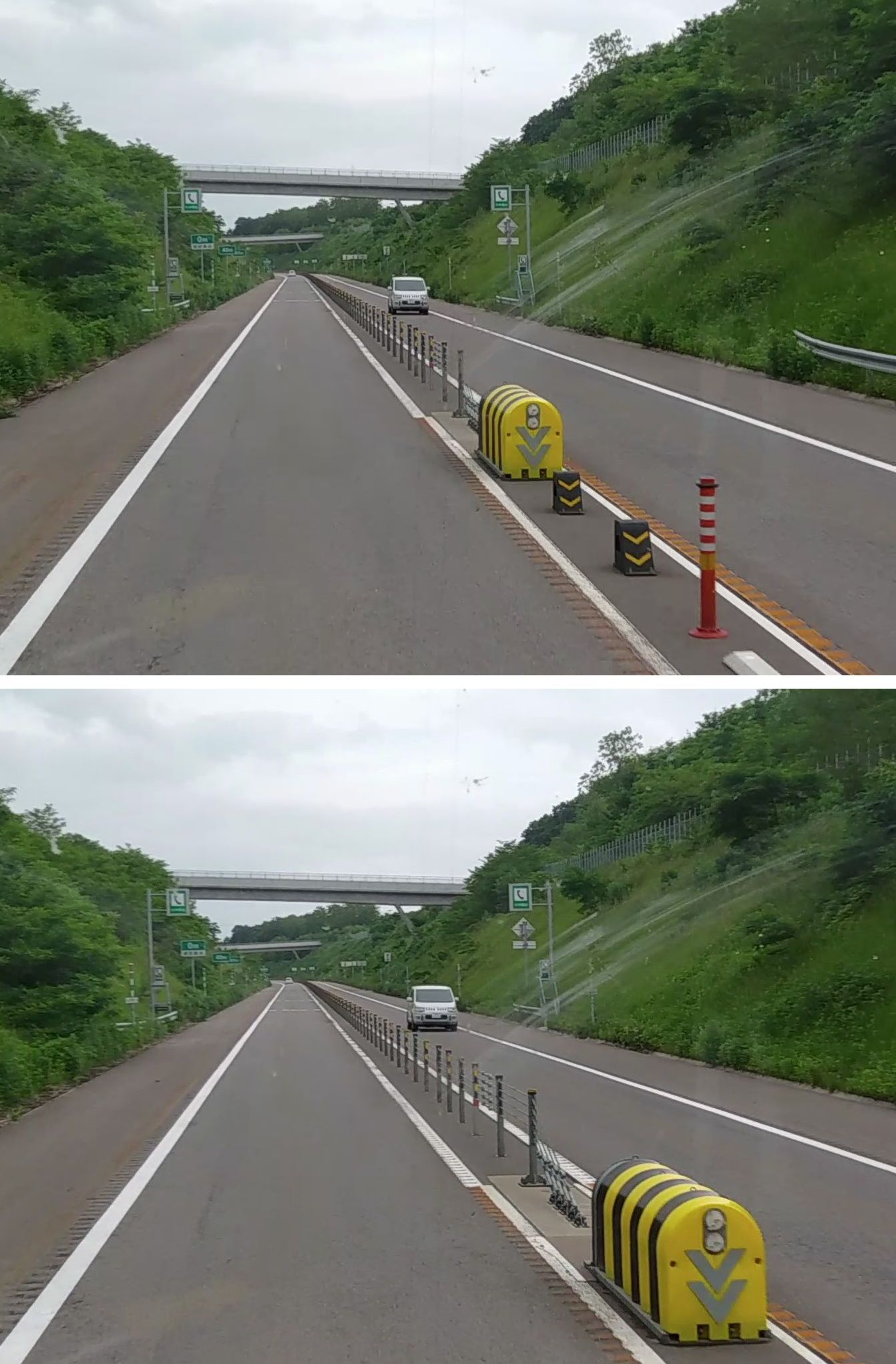
中間帶鋼纜式防護柵末端（森交流道 - 大沼公園交流道間）
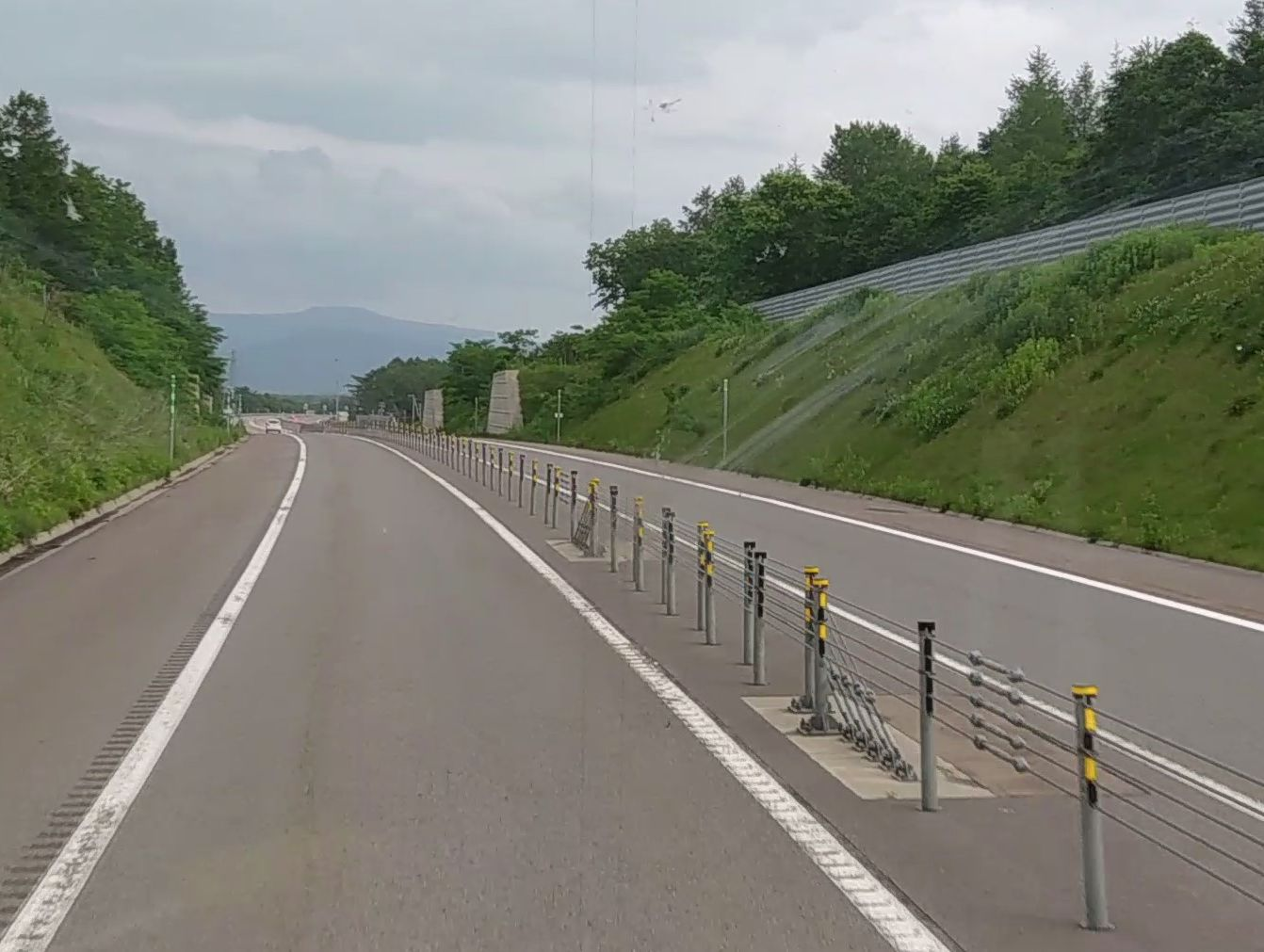
中間帶鋼纜式防護柵連接處（森交流道 - 大沼公園交流道間）
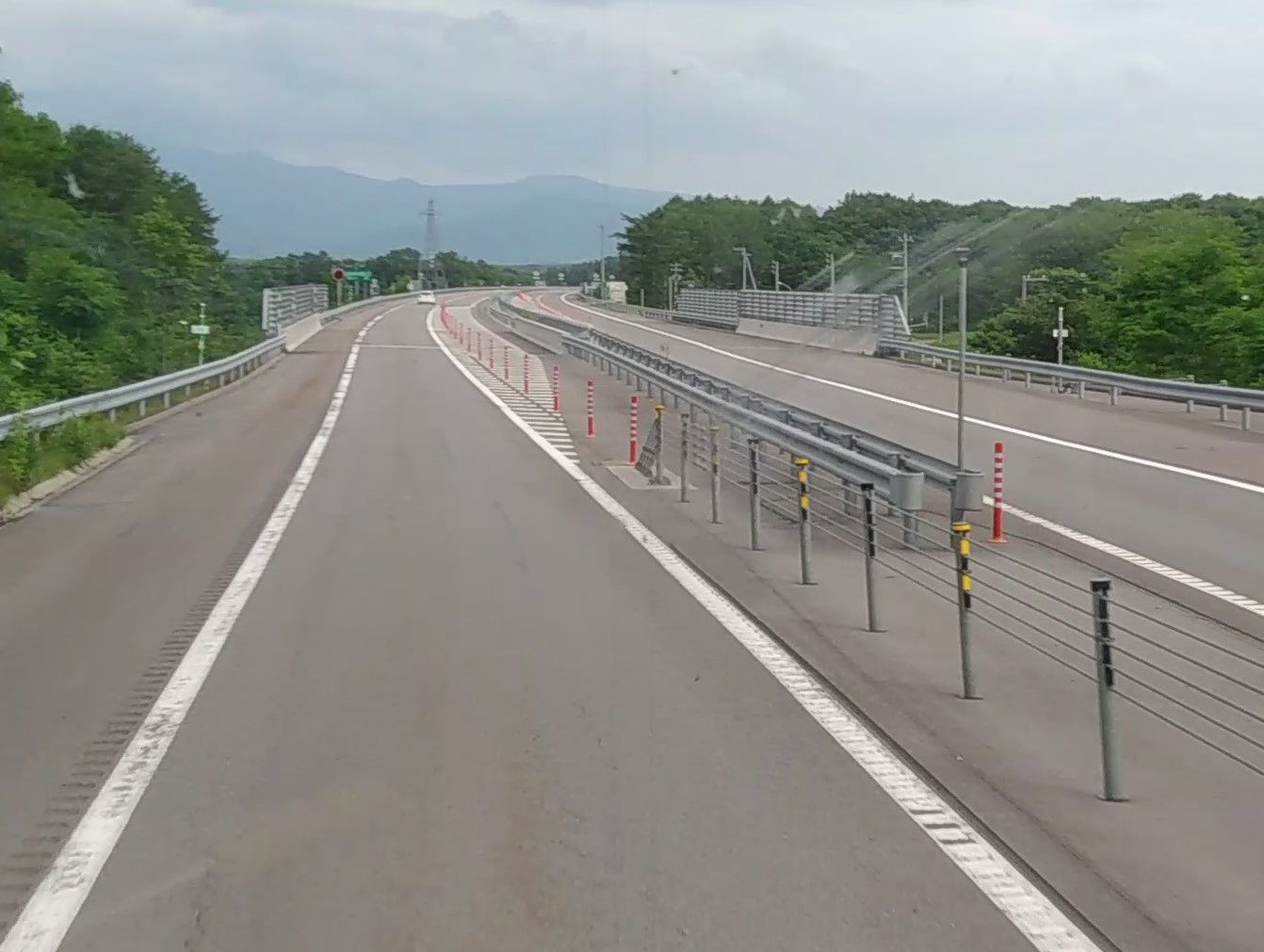
中間帶纜式防護柵末端與分隔帶護欄連接處（森交流道 - 大沼公園交流道間）

## 相關項目
- 高速公路
- 日本高速公路
- 日本高速公路列表
- 北海道地方道路列表（日语：北海道地方の道路一覧）
- 北海道
- 高速公路未完成路段（日语：ミッシングリンク (日本の高速道路)）

## 外部連結
- 東日本高速道路株式會社 （页面存档备份，存于）
  - e-NEXCOドライブプラザ 高速料金検索 （页面存档备份，存于）
- 北海道開發局 （页面存档备份，存于）